# 苏铁
蘇鐵（学名：Cycas revoluta），又名琉球蘇鐵，同物異名臺東蘇鐵，俗称鐵樹、鳳尾蕉、鳳尾松、避火樹，属于苏铁科苏铁属的一种植物。

## 名稱
叶片如凤凰之尾，取名凤尾铁。同时又有凤尾蕉、避火蕉、金代、铁树等多种叫法。在一些地區“铁树”这一名称用得较多，有人说是因其木质密度大，入水即沉，沉重如铁而得名；另外也有人指出因其生长需要大量铁元素,即使是衰败垂死的苏铁，只要用铁钉钉入其主干内，就可起死回生，恢复生机，故名铁树。

## 臺東蘇鐵
臺東蘇鐵 （Cycas taitungensis）曾被認為是臺灣特有種，但2022年時研究發現其與北琉球群岛及鹿兒島生長的苏铁有密切基因交流，依支序學而言不足以成為獨立物種，故被並入蘇鐵中成為異名。

## 文化
蘇鐵在古中國稱為“鐵樹”。由於鐵樹只能在10年至20年內開花，因此相當罕見。之後出現了一句成語名為“鐵樹開花”，比喻事情特別罕見或極難實現。

## 形态
常绿乔木，樹幹短而粗，大型坚硬的叶子集生在茎顶，羽状分裂，线形裂片有一中脉，边缘向下卷曲，葉子呈深綠色，堅硬，葉子基部有刺。雌雄异株，球花生于茎顶，雄花由无数鳞片状的雄蕊所成，雌花由一羽毛状的心皮所成，心皮下部两缘生胚珠数枚。红色核果状的种子，微扁。蘇鐵壽命可達200年以上。

## 特性
蘇鐵主要生長在熱帶和亞熱帶地區，偏好微酸性泥土，喜光照及溫暖，不耐寒，低於零度下會凍傷，因此在較北方種植易霜凍所損害。 

## 分布
原產於日本南部的九州、琉球群島、台灣東部的台東，以及中国福建。日本鹿兒島縣奄美大島上的安木屋場的「蘇鐵群生地」擁有約6萬棵蘇鐵佈滿整座山，是日本最多蘇鐵集中地。世界熱帶及亞熱帶地區均有種植，包括中國雲南、廣西、廣東、福建、海南、香港等地，是世界上最廣為栽種的蘇鐵類植物之一。
福建的野生种群由于盗挖、生境破坏等因素而极度濒危，甚至可能已经灭绝。

## 繁殖

### 自然繁殖
蘇鐵自然界中主要透過有性生殖繁殖，每年春夏天，樹齡十年以上的雌雄異株蘇鐵會長出雄毬果及雌毬果，雄毬果會產生花粉，並透過風使花粉落在雌毬果上，完成授粉，種子逐漸在雌株發育。其後在秋冬天時種子才會成熟，成熟紅色的種子就會透過某些松鼠以及昆蟲等傳播到其他地方。

### 人工繁殖
蘇鐵主要透過兩種方法，分別是播種和分蘗。播種是為蘇鐵人工授粉，得出種子，然後培植。分蘗是將蘇鐵切去頂部，莖或基部，侍傷口癒合組織後，會在其周圍會長出許多萌蘗，待其生長2至3年後把萌蘗剝離母株，使萌蘗生根後便能形成一棵小蘇鐵。

## 使用

### 药用
是一種漢方藥材，叶子入药，性凉、味甘淡，功能散瘀、止血。

### 食用
蘇鐵樹幹中薄壁細胞含有很多澱粉，磨粉後可供食用，俗稱西米。需要注意与西米棕榈所产西米不同，苏铁全株含有苏铁苷，因而生产苏铁西米时需要类似木薯的加工方式进行反复淘洗等工序去除毒性。

## 毒性
蘇鐵種子含有苏铁甙（Cycasin），有毒，誤食蘇鐵的種子會引起抽筋，嘔吐，腹瀉和出血等症狀。

## 威脅
蘇鐵的主要威脅是由於人類開發土地導致棲息地喪失以及過度砍伐。而自然界中主要天敵為曲紋紫灰蝶及蘇鐵白輪盾介殼蟲。
2003年版的IUCN紅色名錄將蘇鐵列為近危（NT）級別，其後2009年版改為無危（LC）級別。

## 圖片

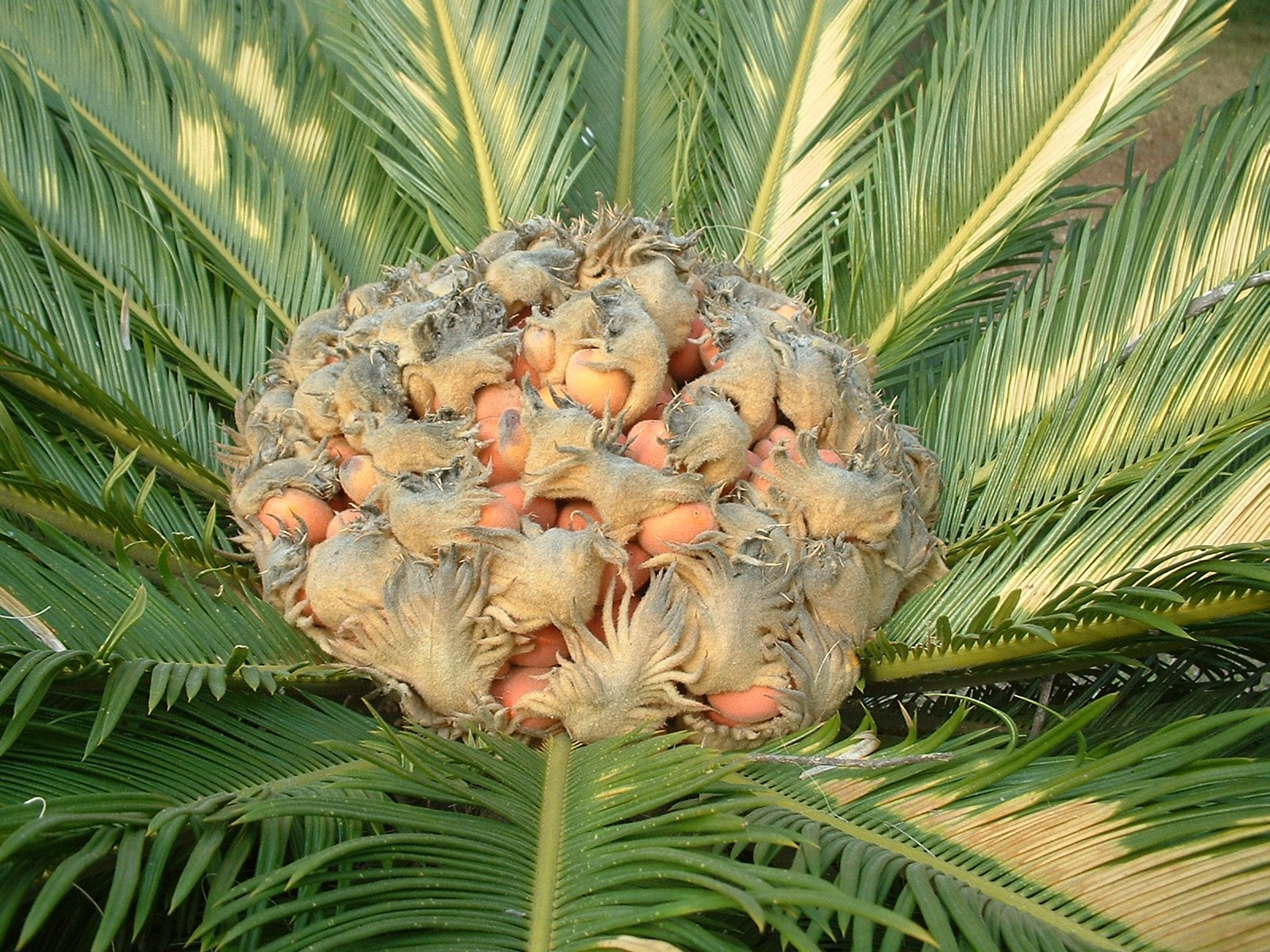
雌毬果(孢子叶球)
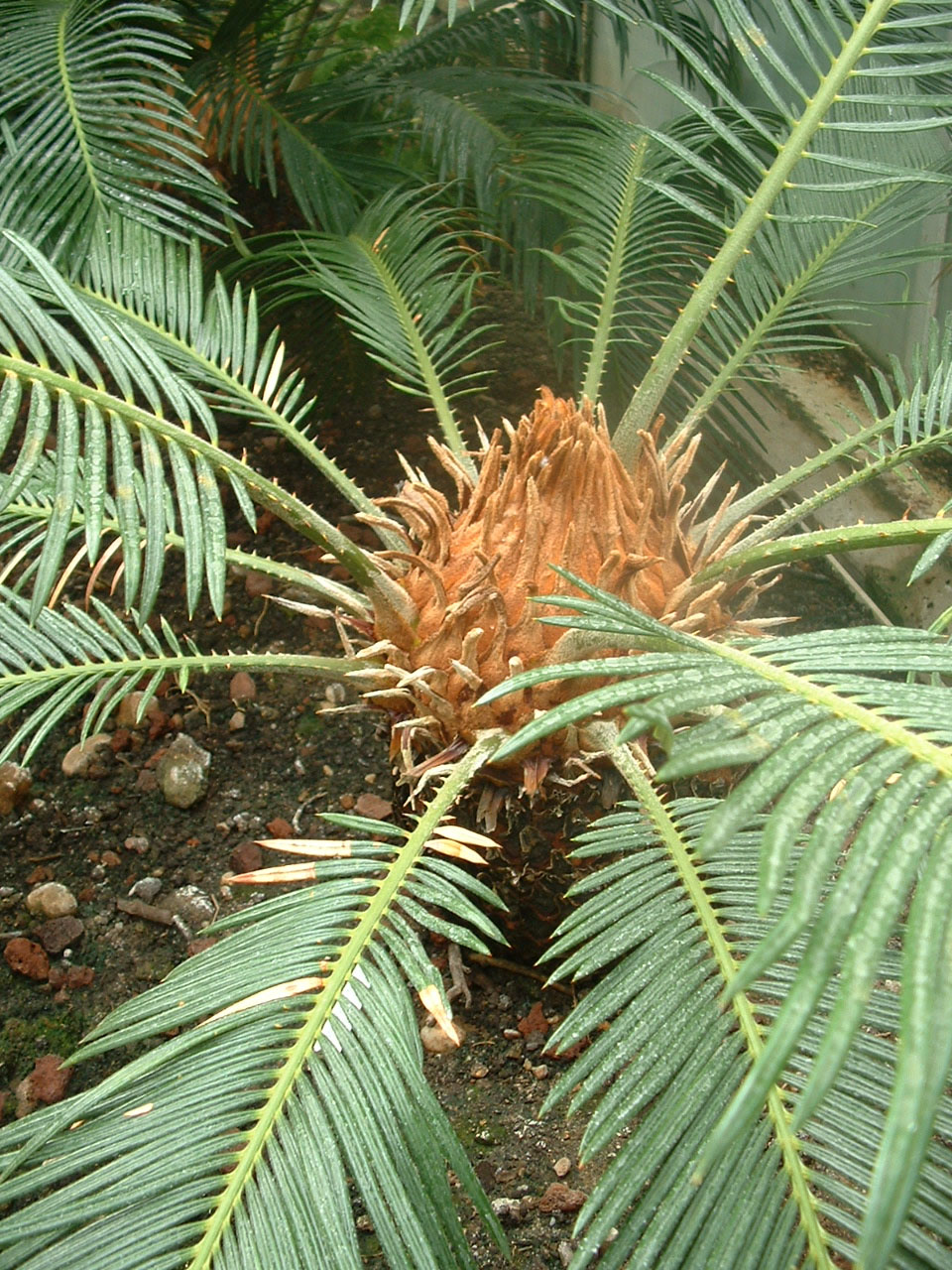
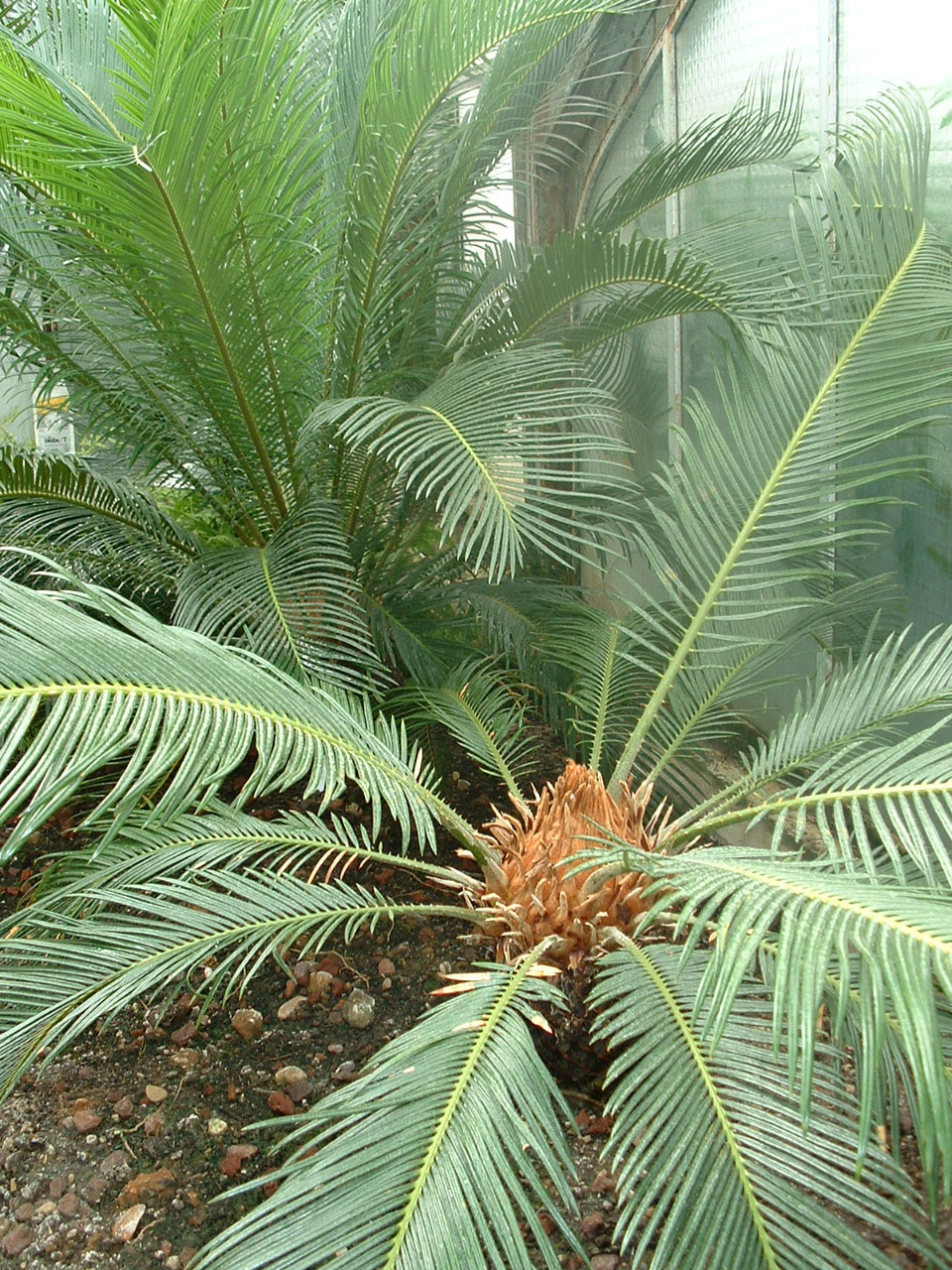
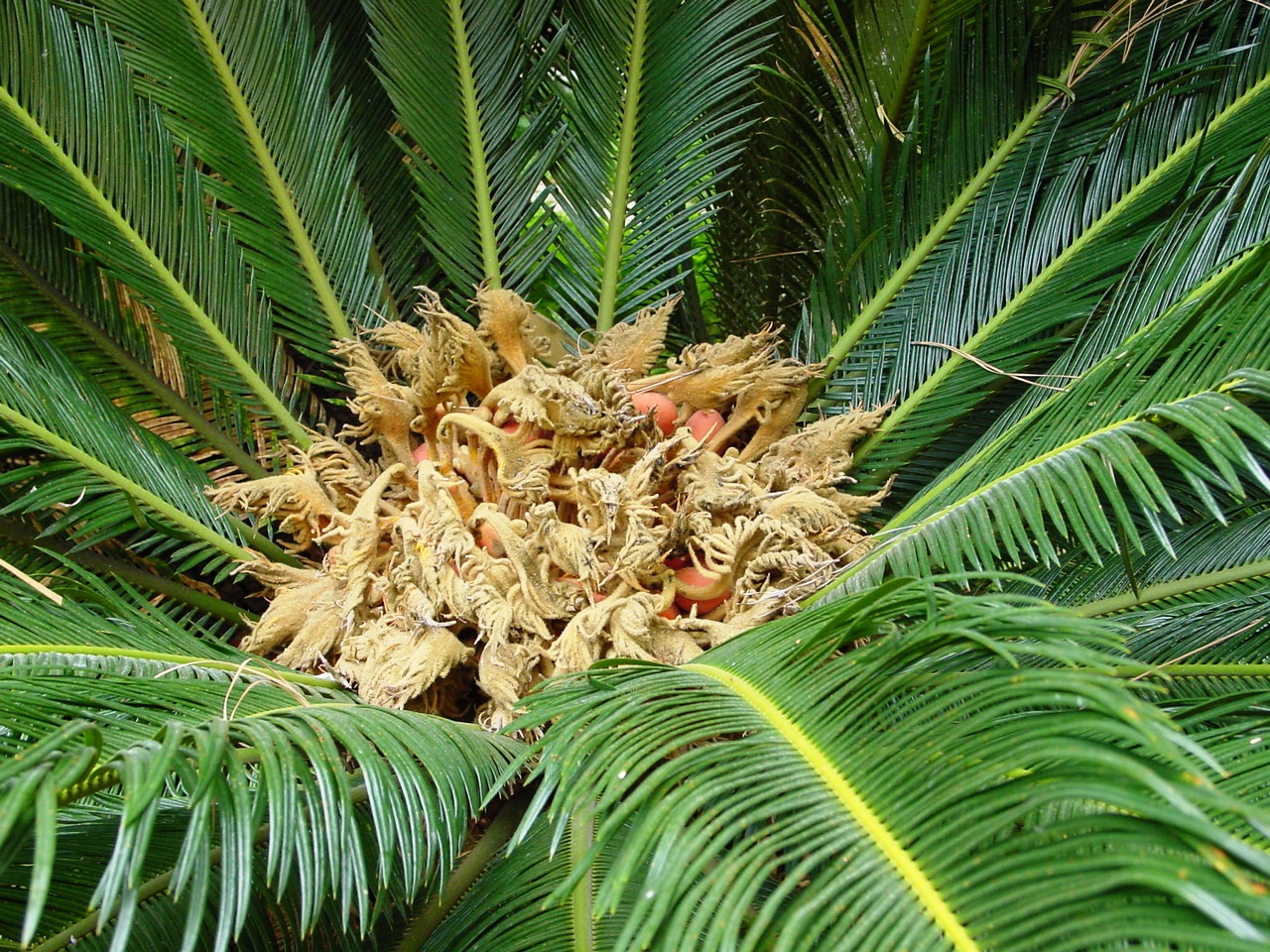
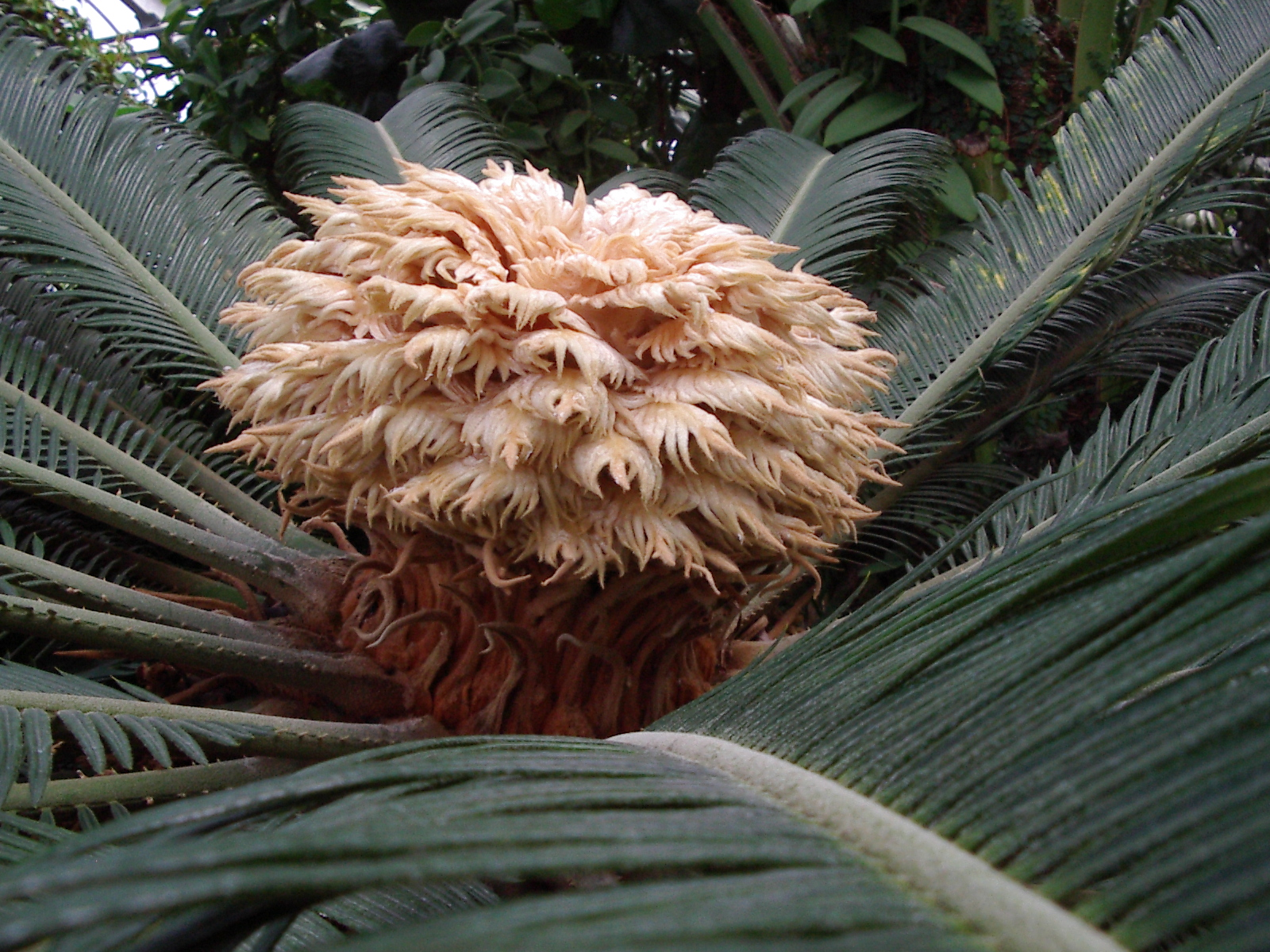
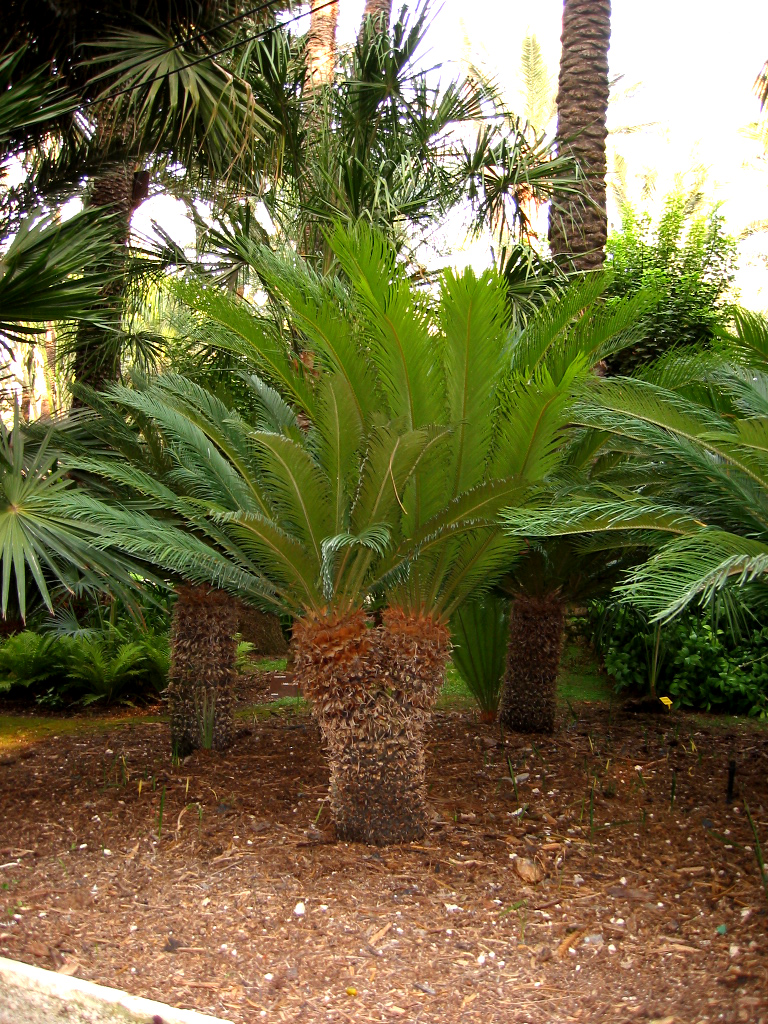
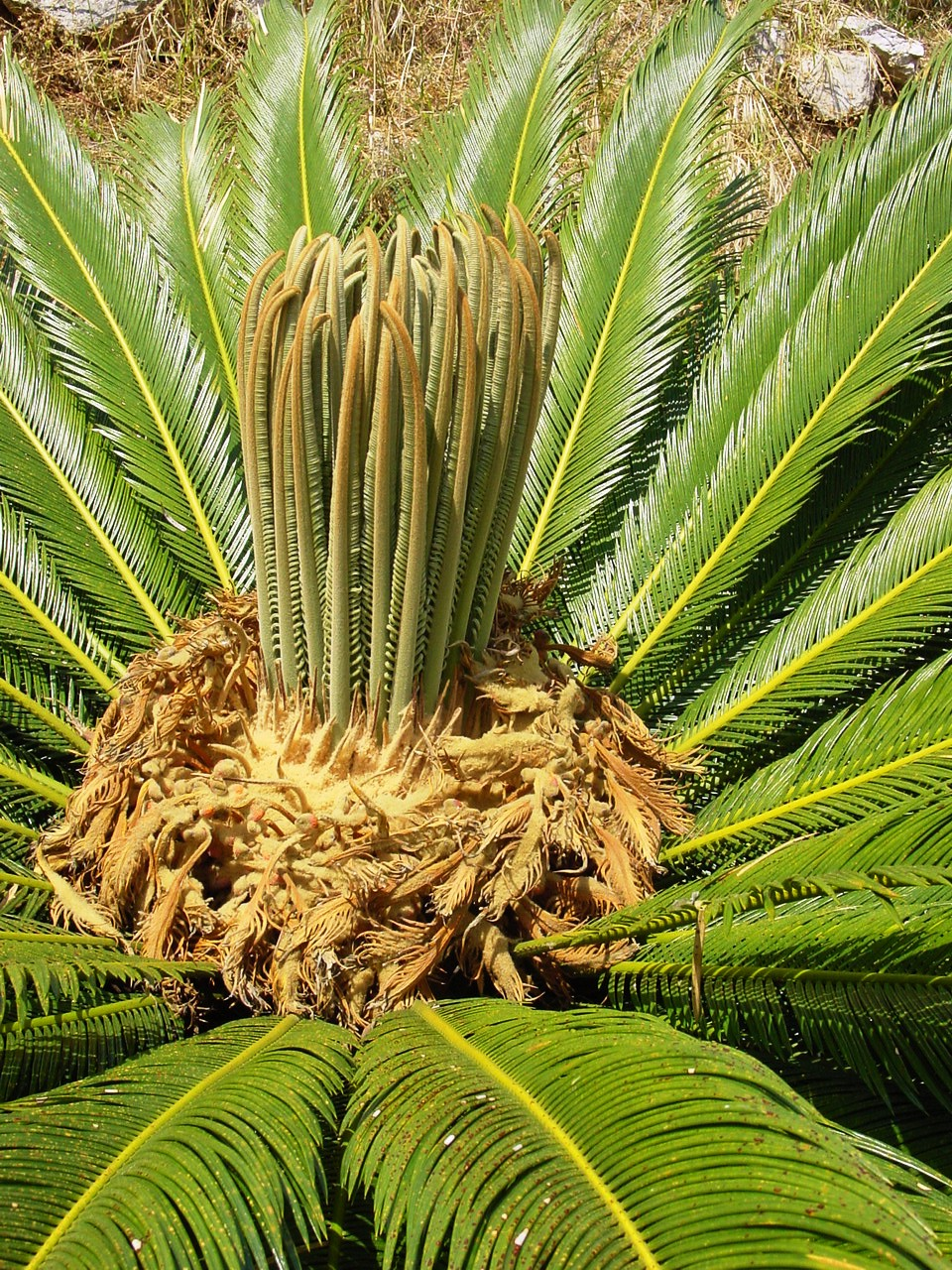
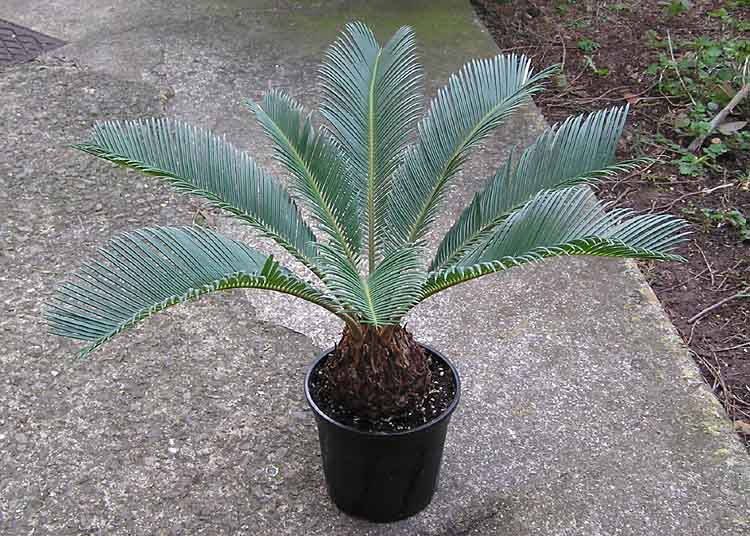
幼苗
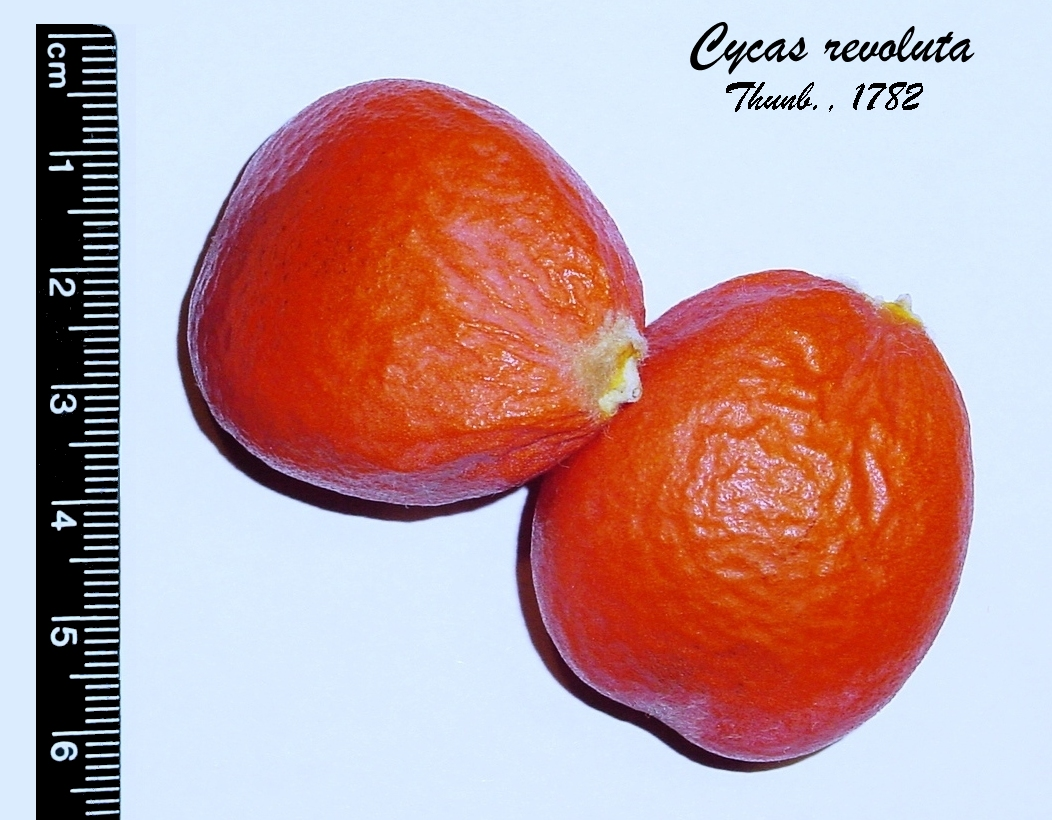
種子
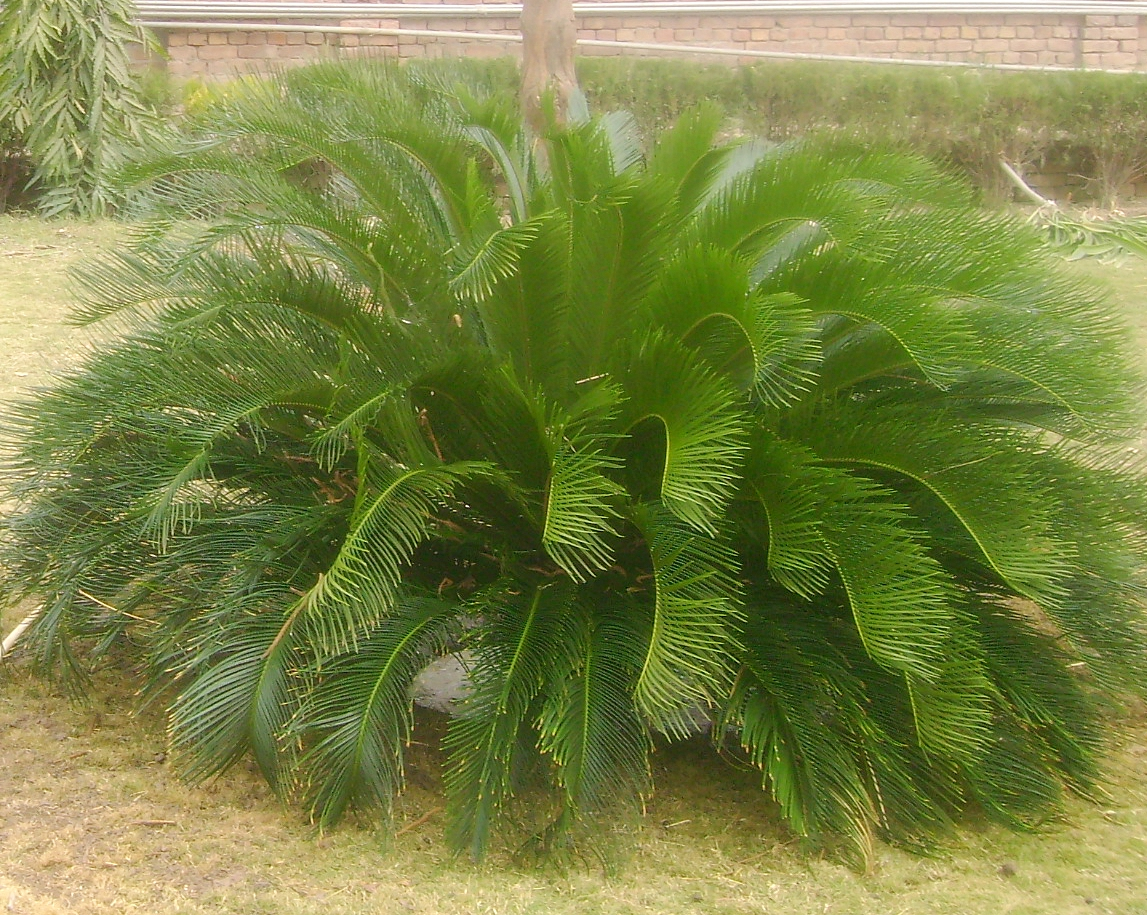
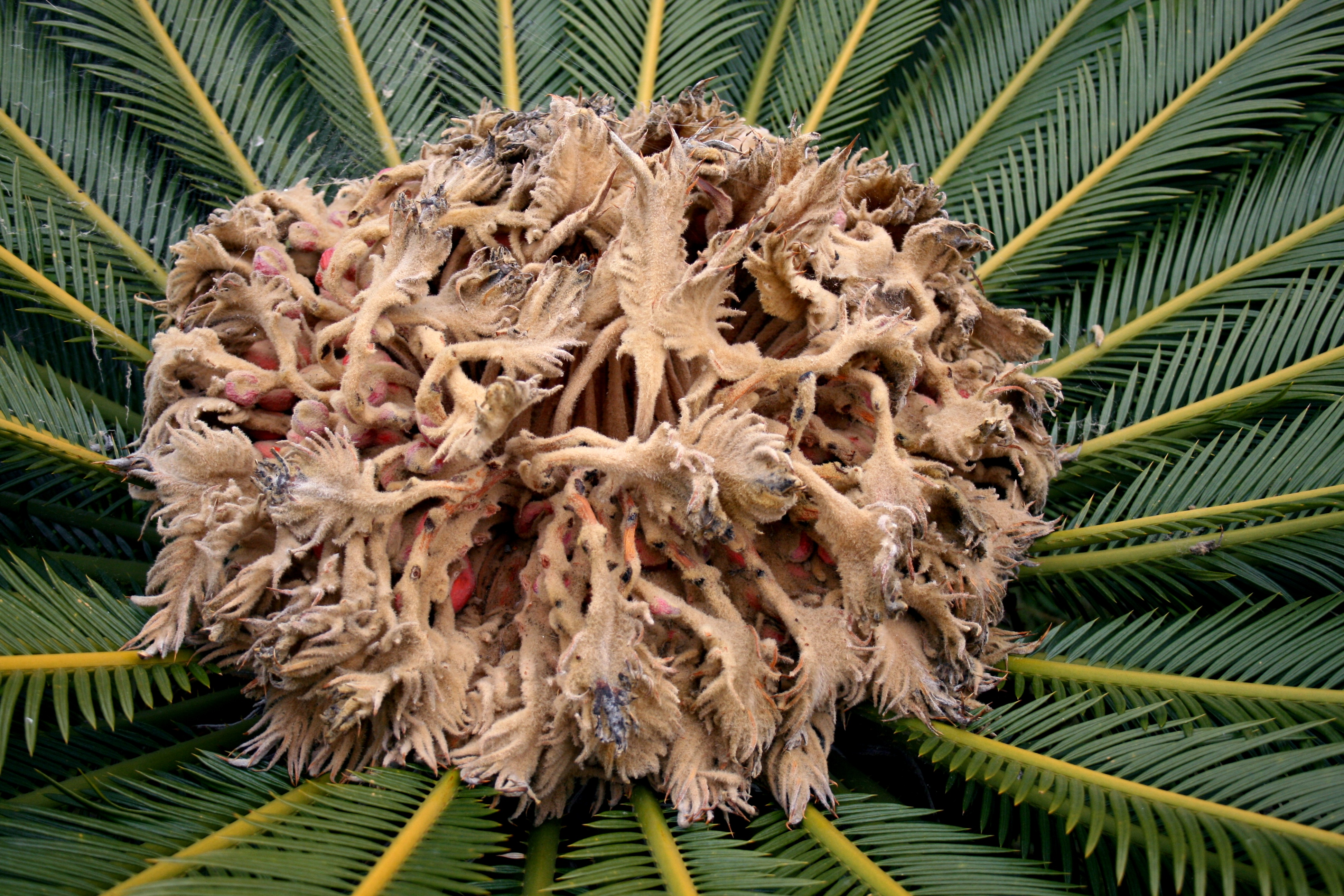
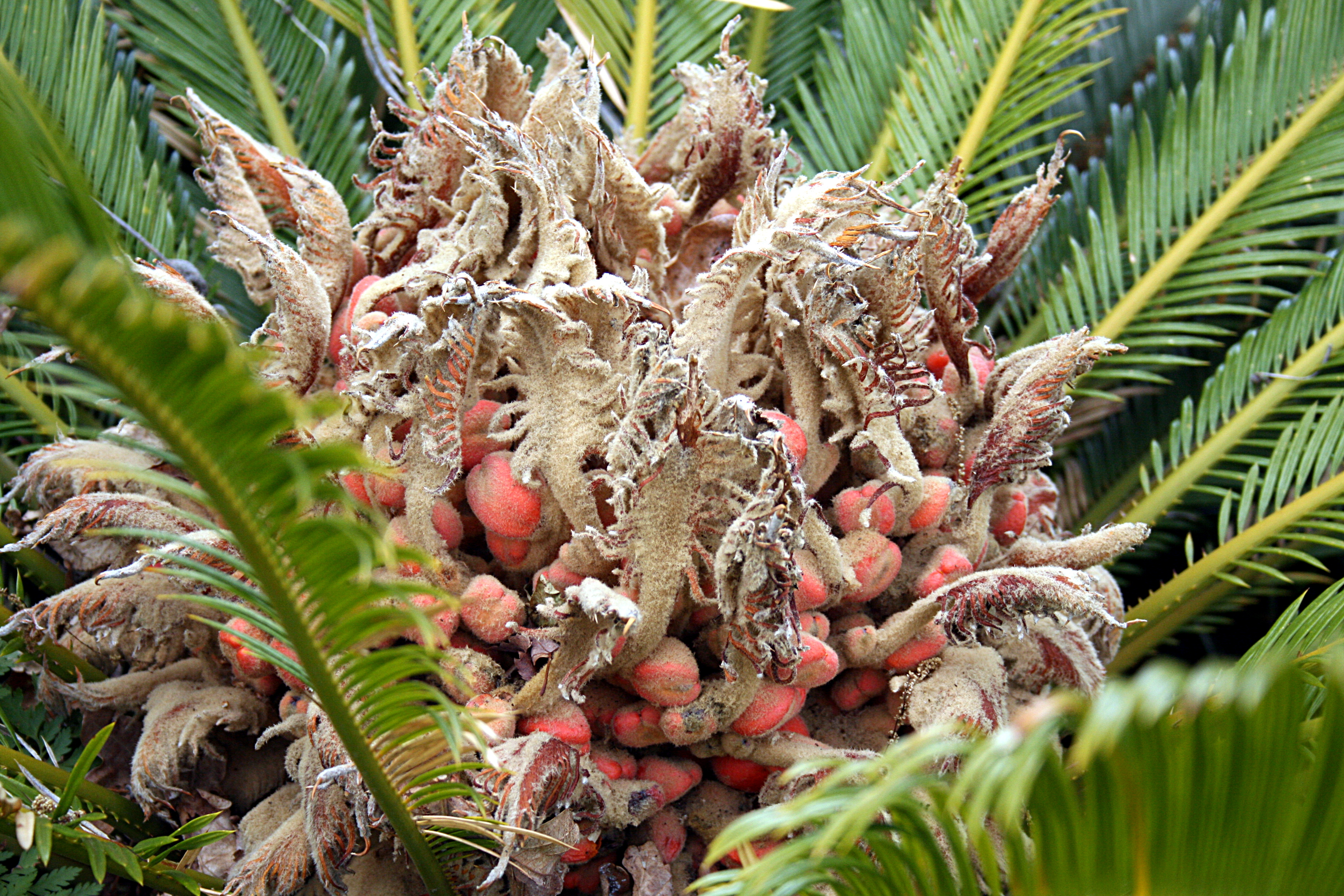
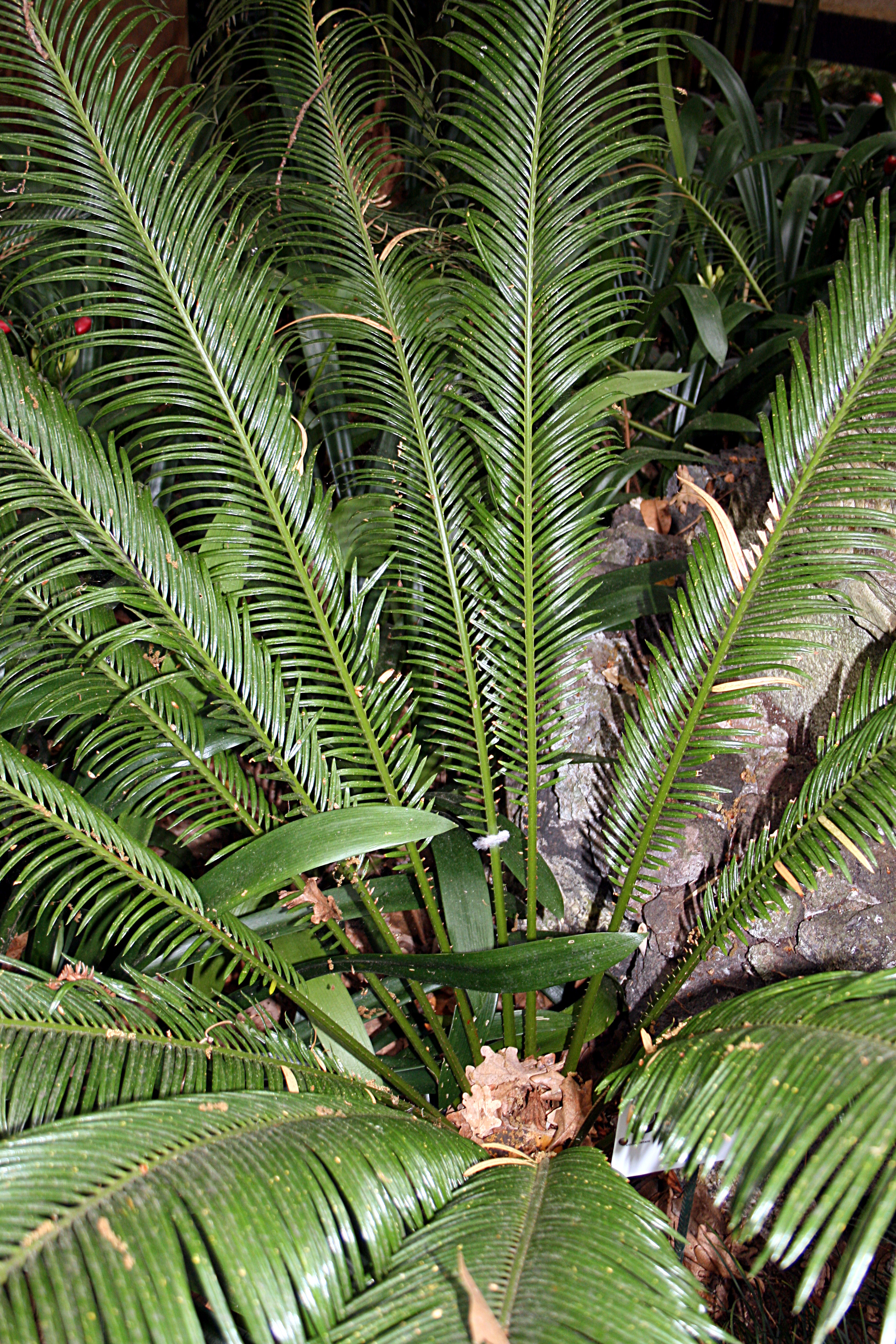
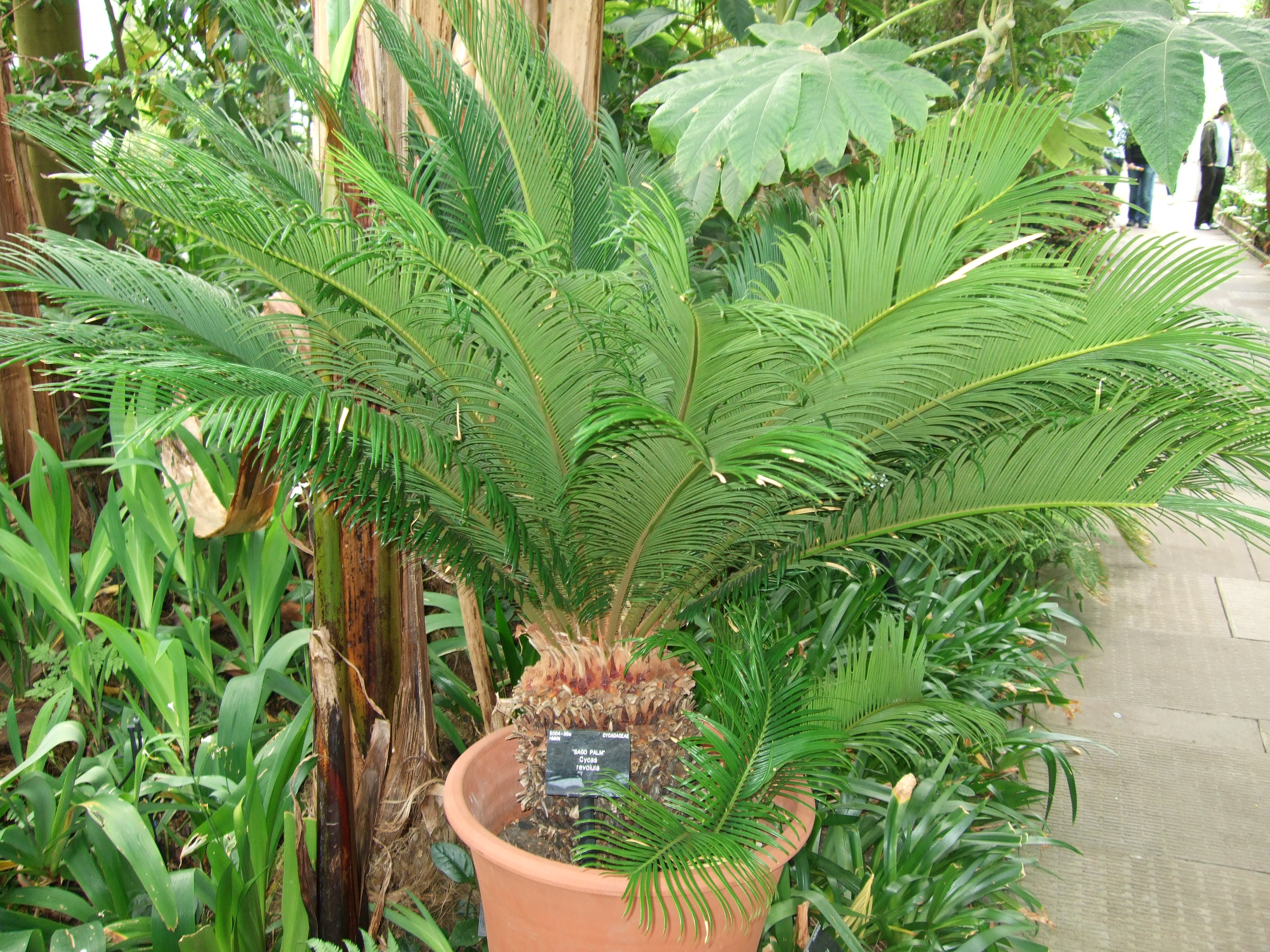
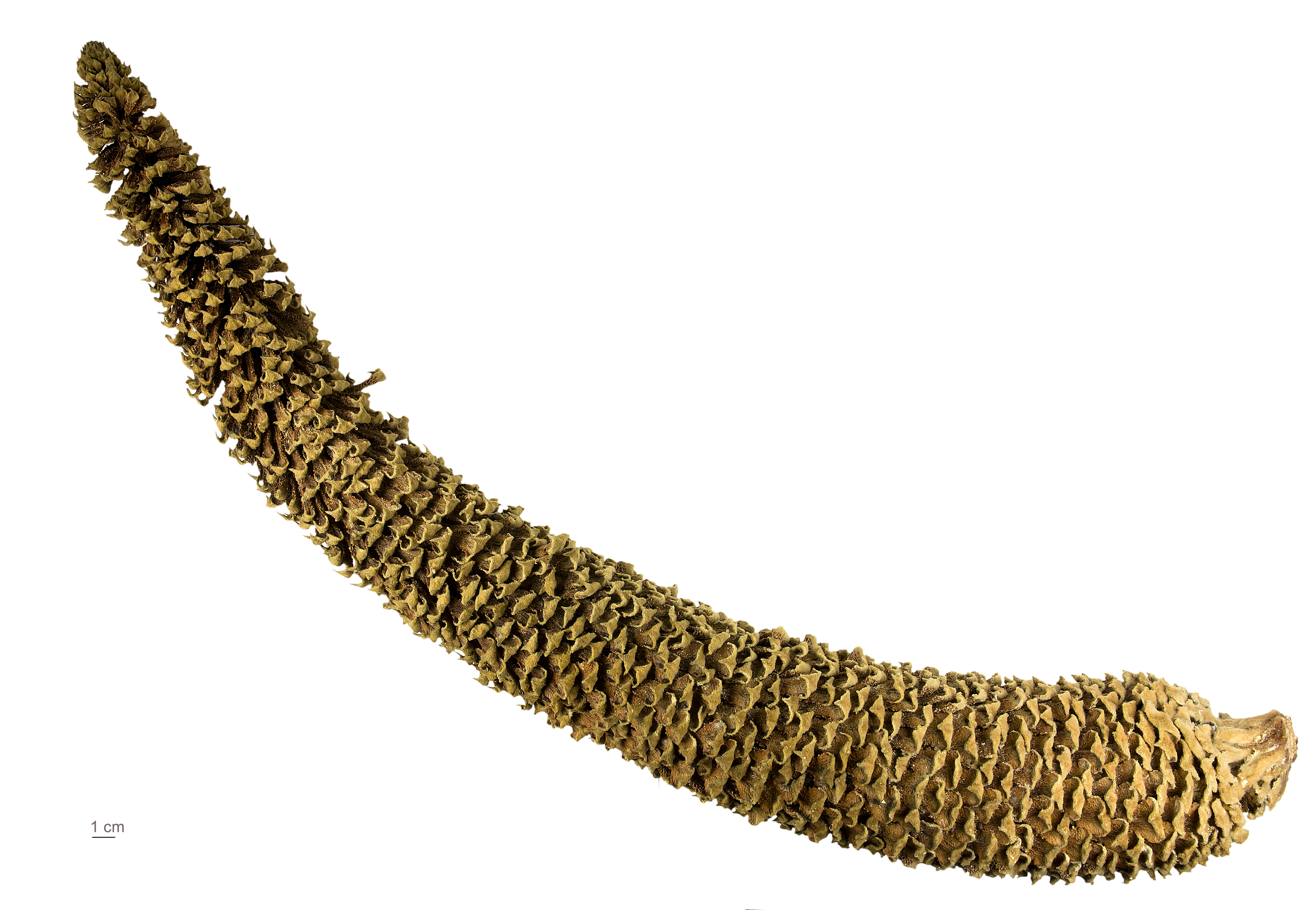
Cycas revoluta - Museum specimen
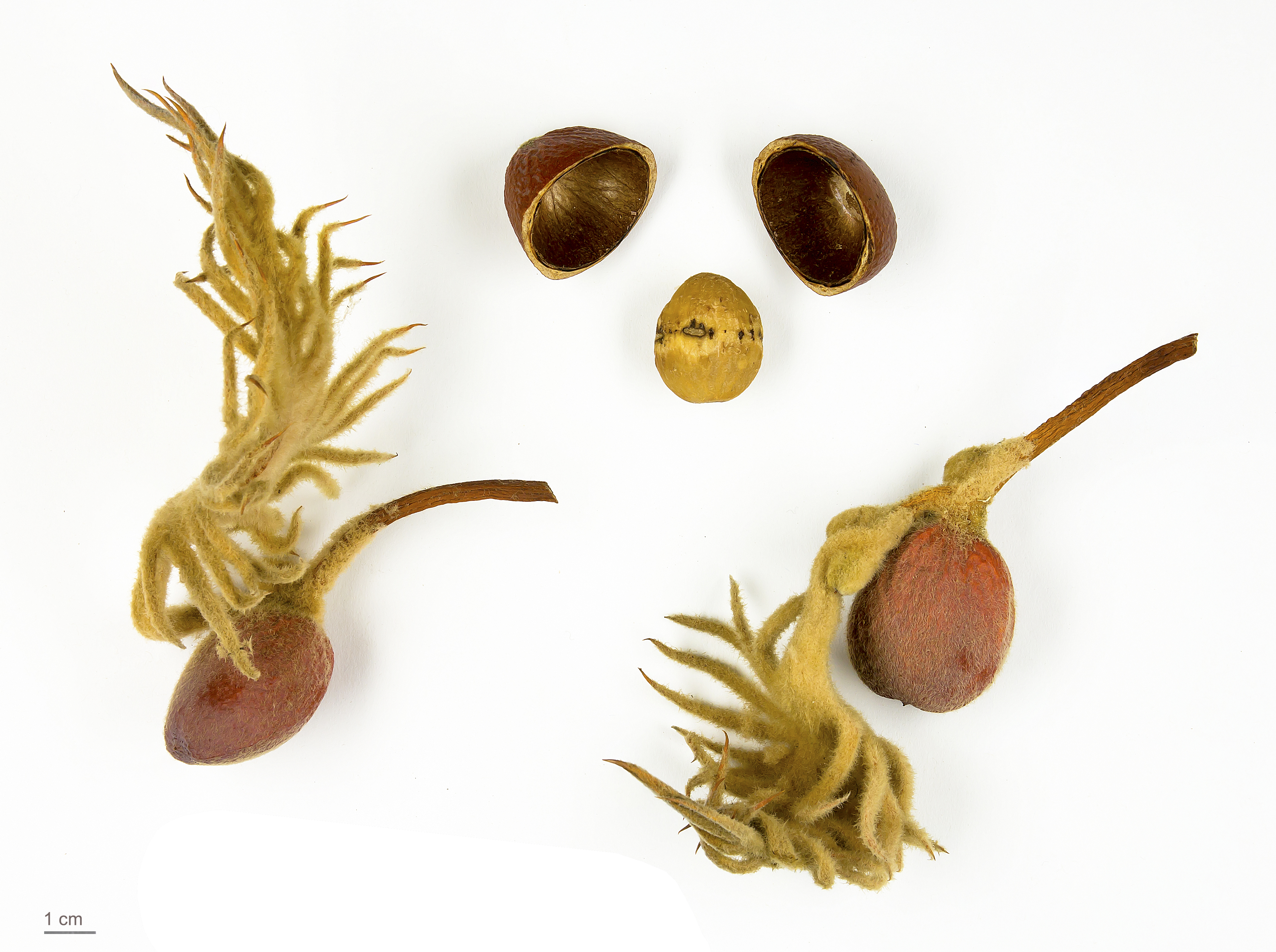
Cycas revoluta - Museum specimen

## 外部連結
- 蘇鐵, Sutie （页面存档备份，存于） 藥用植物圖像數據庫 (香港浸會大學中醫藥學院) （繁體中文）（英文）
- 奄美大島ケーナビサイト 「 エコラリー奄美 」
- 2012 台灣植物分類學會年會暨植物多樣性與系統分類研討會-看不見的威脅：境外栽種的台東蘇鐵與琉球蘇鐵的基因滲漏
- Sago 'Palm' care and cultivation 西米棕櫚的照顧和栽培 （页面存档备份，存于）
- The Sago Palm,Cycas revoluta （页面存档备份，存于）
- The Cycad Pages （页面存档备份，存于）